# Gruppe Arbeiterpolitik
Die Gruppe Arbeiterpolitik (GAP) ist eine linkssozialistische Organisation in der Bundesrepublik Deutschland, die mit Unterbrechungen seit 1947 besteht. Seit 1948 publiziert die Gruppe die Zeitung Arbeiterpolitik (Arpo). Die GAP knüpfte nach dem Zweiten Weltkrieg an die Tradition der Kommunistischen Partei-Opposition (KPO) an und grenzte sich scharf vom Parteikommunismus der KPD und der SED sowie der Sozialdemokratie ab. Eine Zusammenarbeit mit den Besatzungsmächten und die Übernahme von öffentlichen Ämtern wurden kategorisch abgelehnt.

## Positionen und Entwicklung
Die GAP orientierte sich an den weltpolitischen Analysen August Thalheimers und hatte damit laut Gregor Kritidis eine theoretische Grundlage, „welche die meisten theoretischen Arbeiten sozialistischer Provenienz weit überragte.“ Bekannteste GAP-Aktivisten waren Theodor Bergmann und Heinrich Brandler. In den frühen Nachkriegsjahren war der Kampf gegen die Demontagen das wichtigste Thema der GAP. Es wurde ein Einzelerfolg erzielt: Unter massiver Mitwirkung einer großen GAP-Gruppe konnte die Demontage der Salzgitter-Werke verhindert werden. Der Arbeiteraufstand in der DDR vom 17. Juni 1953 wurde in der GAP-Zeitung lebhaft begrüßt.
Im Verlauf der 1950er Jahre vergrößerte sich in der GAP der Widerspruch zwischen dem theoretischen Anspruch und der möglichen Praxis. Zwar hatten die Ideen Brandlers und Thalheimers einige Sympathien in den westdeutschen Gewerkschaften, jedoch ergab sich daraus kein organisatorischer Einfluss der Gruppe. Bald darauf begann, wie auch aus anderen linkssozialistischen Gruppierungen, eine Abwanderung in die SPD. Als politischer Zirkel bleibt die Gruppe Arbeiterpolitik erhalten.